# Stadion OSiR im. Maksymiliana Kumorkiewicza w Gorlicach
Stadion OSiR im. Maksymiliana Kumorkiewicza – wielofunkcyjny stadion w Gorlicach, w Polsce. Został otwarty w 1927 roku. Może pomieścić 800 widzów. Swoje spotkania rozgrywają na nim piłkarze klubu Glinik Gorlice.

## Historia
Stadion został otwarty w 1927 roku. W 1978 roku stadion był jedną z aren 31. Turnieju Juniorów UEFA. W ramach turnieju na stadionie odbyły się dwa spotkania fazy grupowej, 5 maja Węgry wygrały z Islandią 3:1, a 9 maja Jugosławia pokonała Islandię 4:1. Na stadionie w przeszłości grała także reprezentacja Polski kobiet, odbywały się na nim również mecze eliminacji kobiecych młodzieżowych Mistrzostw Europy. Organizowane są na nim także festyny i koncerty, gościły na nim m.in. Budka Suflera, Perfect, Blue Café, Kasia Kowalska i Stachursky. W 2013 roku stadionowi nadano imię Maksymiliana Kumorkiewicza.